# Балахонки
Балахо́нки — деревня в Ивановском районе Ивановской области. Административный центр Балахонковского сельского поселения.

## География
Деревня находится на расстоянии 14 км к северо-западу от города Иваново, административного центра района и области.

### Часовой пояс
Деревня Балахонки, как и вся Ивановская область, находится в часовой зоне МСК (московское время). Смещение применяемого времени относительно UTC составляет +3:00.

## Население
| 1859 | 1905 | 2010 |
| ---- | ---- | ---- |
| 308  | ↘292 | ↗472 |

## Улицы
- ул. Заречная,
- ул. Зелёная,
- ул. Молодёжная,
- ул. Полевая,
- ул. Центральная.